# Someday (윤하의 음반)
《Someday》는 2008년 8월 28일 발매된 가수 윤하의 정규 2집 음반이다.

## 2집 음반 발표 예고 및 트랙리스트 공개
2008년 8월 20일, 소속사 스탐은 가수 윤하의 정규 2집 음반 발표를 알렸다. 음반명은 《Someday》로, 2008년 8월 28일 발매되었다. 에픽하이의 타블로, 싱어송 라이터 조규찬, 재즈피아니스트 송영주 등이 음반에 참여하였고, 윤하 자신이 직접 작곡과 연주를 맡은 트랙도 수록되었다. 타이틀 곡은 '텔레파시'로 정해졌다. 윤하의 소속사 측은 이번 음반에 대해 "팝 발라드, 모던 록, 프로그레시브 록, 일렉트로니카, 재즈 등 다양한 장르를 담아냈으며, 상당한 음악적인 성장을 느낄 수 있을 만큼 웰 메이드 된 음반으로 들을 만한 곡들이 많은 ‘좋은 음반’으로 기대된다"고 밝혔다.

## 주요 활동 곡
- "텔레파시" (8월 말 ~ 10월 초)
- "Gossip boy" (10월 중순 ~ 11월 중순)
- "빗소리" (11월 말 ~ 12월 말)

### 수록곡
| #   | 제목                                | 작사           | 작곡   | 재생 시간 |
| --- | ----------------------------------- | -------------- | ------ | --------- |
| 1.  | "Gossip Boy"                        | Nana           | 황찬희 | 3:08      |
| 2.  | "기억 - Rap Mix Ver" (feat. 타블로) | 타블로         | 타블로 | 4:21      |
| 3.  | "Hero"                              | 최갑원, 김영환 | 황찬희 | 3:26      |
| 4.  | "Someday"                           | 이숲           | 황찬희 | 3:34      |
| 5.  | "텔레파시"                          | 김이진, Nana   | 황찬희 | 3:17      |
| 6.  | "Rain & The Bar"                    | -              | -      | 0:31      |
| 7.  | 빗소리                              | 심재희         | 송영주 | 3:52      |
| 8.  | "Rainbow"                           | 박가영         | 이관   | 3:41      |
| 9.  | "Best Friend"                       | 이숲           | 황찬희 | 4:17      |
| 10. | "Strawberry Days"                   | 조규찬         | 조규찬 | 4:05      |
| 11. | "For Catharina" (Piano by 윤하)     | -              | 윤하   | 1:53      |
| 12. | "미워하다"                          | 심재희         | 윤하   | 4:05      |
| 13. | "My Song and..."                    | 이숲           | 김보민 | 3:24      |
| 14. | "울지마요"                          | 심재희         | 권순관 | 4:44      |
| 15. | "기억 - Original Mix"               | 타블로         | 타블로 | 4:21      |
| 16. | "텔레파시" (Instrumental)           |                |        |           |
| 17. | "미워하다" (Instrumental)           |                |        |           |